# Rhédey Klaudia
Gróf kisrédei Rhédey Klaudia Zsuzsanna (neve a kereszteléskori helyesírással Rhédey Claudia Susanna) (Erdőszentgyörgy, 1812. szeptember 17. – Pettau, 1841. október 1.) magyar grófnő, házassága révén Teck hercegnéje, kreált címén Hohenstein grófnő, a mai Windsor uralkodóház egyik ősanyja. III. Károly brit király szépanyja.

## Élete

### Származása
A család egyik híres tagja volt Rhédey Ferenc (1610–1667), Erdély fejedelme (1657–1658), aki azonban nem volt közvetlen felmenője. Rhédey Klaudiát 1812. szeptember 21-én kereszteltették meg az erdőszentgyörgyi református templomban Clodina Zsuzsanna névre. Apja, gróf kisrédei Rhédey László (1775–1835), földbirtokos, diplomata, anyja, báró nagyváradi Inczédy Ágnes (1788–1856) volt. Apai nagyszülei gróf kisrédei Rhédey Mihály (1720–1791), és báró losonci Bánffy Terézia (1756–1807) voltak. Anyai nagyszülei báró nagyváradi Inczédy Gergely, és nagybarcsai Barcsay Karolina voltak. Rhédey Klaudia a Rhédey László gróf és Inczedy Ágnes bárónő házasságából egyetlen felnőttkort megért gyermek volt. Rhédey Klaudiának az apai nagyapja kisrédei Rhédey Mihály (1720–1791) 1744. november 13-án Mária Terézia magyar királynőtől magyar grófi címet nyert
Rhédey Klaudia a erdőszentgyörgyi Rhédey-kastélyban nevelkedett.

### Házassága

A tecki hercegi címer

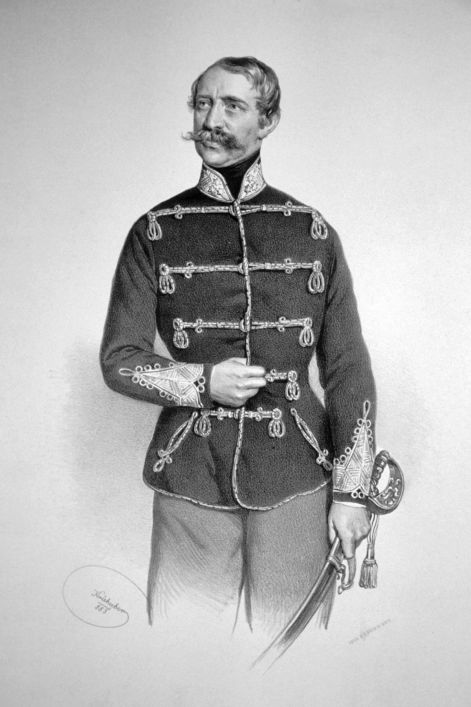
Württembergi Sándor herceg

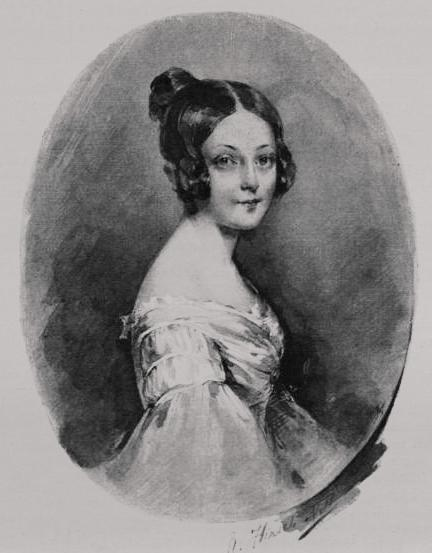
Portréja a Vasárnapi Ujságban

Rhédey Klaudia grófkisasszony egy bécsi sétalovaglás alkalmával ismerkedett meg Sándor Pál Lajos württembergi herceggel (1804–1885), Lajos Frigyes Sándor württemberg–tecki herceg (1756–1817) és Henrietta nassau–weilburgi hercegnő (1780–1857) legkisebb fiával, I. Vilmos württembergi király (1781–1864) sógorával és unokafivérével. Apjának halála (1817) óta Sándor Pál herceg az ősi Teck hercege címet is viselte mint egyedüli férfi utód. A herceg legidősebb nővére, Mária Dorottya hercegnő (1797–1855) József nádor harmadik felesége volt 1819 óta. Másik nővére, Paulina Terézia hercegnő (1800–1873) I. Vilmos württembergi király harmadik felesége volt 1820 óta.
17 éves korában, kolozsvári tartózkodása idején súlyos vérszegénységben szenvedett, télen heveny láz döntötte ágynak. Bara doktor kezelése mentette meg az életét. 1829. május 15-én Klaudia szüleivel együtt Bécsbe utazott, hogy a világ legjobb orvosai kezelhessék. Malfatti orvos kezelése hatásos volt, visszatért az életkedve. 1832. április 30-án, egy bécsi sétalovaglás alkalmával pillantotta meg – véletlenül – azt az „érdekes férfit”, akinek a neve Alexander von Württemberg. Szerelem volt első látásra. A német család ellenezte a házasságot, mivel rangon alulinak tartották a Rhédeyeket. A legenda szerint gróf Rhédey László megsértődött, mondván, hogy neki olyan vő nem kell, aki nem tud magyarul. 1835. május 2-án mégis egybekeltek, és Klaudia megkapta az előkelő Hohenstein grófnéja címet.
Egyetlen fia, Ferenc 1837-ben Teck hercege lett, így királyi családból választhatott magának feleséget: Mária Adelheid cambridge-i hercegnőt, Viktória brit királynő unokanővérét vette el. Gyermekeik közül az egyik lányt, Teck Máriát a királynő unokájához, Albert walesi herceghez, annak halála után sógorához, György yorki herceghez adták feleségül, aki 1910-től V. György néven lépett az angol királyi trónra. Rhédey Klaudia, „az őszinte szerelem pici nagyasszonya” unokája királyné lett, dédunokái, Edward és György herceg pedig angol király. Ez utóbbi idősebbik lánya, Klaudia ükunokája II. Erzsébet brit királynő, szépunokája pedig III. Károly brit király.
Az életvidám, szeretetre méltó asszony csak hat évig élhetett boldog házasságban, még harmincéves sem volt, amikor lovasbalesetben váratlanul meghalt. Férje soha nem tudta őt elfeledni. Klaudiát végakarata szerint az erdőszentgyörgyi református templomban, a Rhédeyek sírkamrájába temették el. Az ott álló emléktáblát 1905-ben az angol trónörökös, a későbbi V. György brit király feleségeként Mary Viktória hercegnő állíttatta nagyanyja nyugvóhelye fölé. Klaudia bebalzsamozott szívét jóval később férje koporsójában helyezték örök nyugalomra.
(Erdőszentgyörgy épített örökségének értékes része a Rhédey grófok kastélya.
A württembergi uralkodócsalád törvényei szerint a királyi család hercegi rangú tagja nem vehetett feleségül alacsonyabb, grófi származású leányt. Sándor herceg és Rhédey Klaudia grófnő házassága rangon alulinak (morganatikusnak) minősült, ezért a herceget és utódait kizárták a württembergi trónöröklésből és I. Vilmos württembergi király Klaudia hercegnének az örökletes Hohenstein grófnői címet (Gräfin von Hohenstein) adományozta, gyermekeik és utódaik ezt a címet viselték.
Egy fiuk és két leányuk született:
- Claudine Henriette Marie Agnes, vagyis Klaudina Henrietta Mária Ágnes (1836–1894), Hohenstein grófnője;
- Franz Paul Karl Ludwig Alexander, azaz Ferenc Pál Károly Lajos Sándor (1837–1900), Teck hercege, aki 1866-ban Mary Adelaide brit hercegnőt, Cambridge hercegnőjét (1833–1897), III. György brit király egyik unokáját vette feleségül;
- Amalie Josephine Henriette Agnes Susanne, vagyis Amália Jozefin Henrietta Ágnes Zsuzsanna (1838–1893), Hohenstein grófnője, aki 1863-ban Paul von Hügel grófhoz ment feleségül.

### Halála
Klaudia 1841 szeptemberében férje után utazott Pettauba (ma Ptuj, Szlovénia) ahol Sándor herceg akkor már osztrák császári vezérőrnagyként a helyi hadosztály parancsnoka volt. Graz előtt pár kilométerrel a lovashintó felborult egy útszéli árokba, ahol a negyedik gyerekkel várandós grófnő erős oldaltáji ütést szenvedett. De továbbfolytatta az útját, ezúttal lóháton, ami végül a vesztét okozta. 1841. október 1-jén, nyolcnapos szenvedés után, belső vérzésben hunyt el, a magzattal együtt.
Utolsó kívánsága szerint koporsóját hazaszállították Erdőszentgyörgyre. A több mint 800 km-es út közel másfél hétig tartott. A grófnőt 1841. október 21-én temették el abban a templomban, ahol közel 30 évvel korábban megkeresztelték.
Sírja fölé unokája, Mária tecki hercegnő 1905 májusában – már az angol trónörökös György herceg (a jövendő V. György brit király) feleségeként – márvány emléktáblát állíttatott, amely ma is látható. 1935-ben, már angol királynéként újabb emléktáblát állíttatott, a templom felújítására küldött 200 (akkori) fontos adomány megörökítésére.
Károly walesi herceg 2008. május 8-án ellátogatott Erdőszentgyörgyre, hogy lerója kései tiszteletét nyugvóhelyénél, erdélyi és magyarországi látogatásai idején pedig több alkalommal emlegette, hogy magyar vér is csörgedezik az ereiben.

## Nevének írása
Neve a fellelhető forrásokban különböző alakokban jelenik meg: Claudia, Claudina, Klaudia, Klaudina, Claudine és Cloden alakban egyaránt hivatkoznak rá. Ezekkel kapcsolatban az alábbiak szűrhetők le:
Az eredeti, kereszteléskor kapott neve Claudia volt. Ennek cáfolhatatlan bizonyítéka az ezüst kehely, melyet 1826-ban Rhédey Claudia konfirmálásakor adományoztak a szülők az erdőszentgyörgyi templomnak, és amelynek feliratában Claudia névvel említik: A hálaadásnak poharát veszem és az én fogadásaimat, megadom az úrnak, az ő népe előtt, Solt CXVI 13, 14. Gróf Rhédey László és B. Intczédi Ágnes készíttette ezen poharat az erdőszentgyörgyi református Eclétsia számára, midőn Claudia, kedves leányok legelébb élt volna Úri szent vacsorával 1826. május 14-én.
A Claudia név másik bizonyítéka a konfirmálásakor elhangzott papi beszédről fennmaradt eredeti nyomtatvány, melynek teljes címe: „A TISZTA VALLÁSOSSÁG KERESZTYÉNI ELMÉLKEDÉSBEN, Melyet, — Cs. K. Camerarius Méltóságos Gróf Kis Rhédei RHÉDEI LÁSZLÓ Ur, és Báró INTZEDI ÁGNES asszony ő Nagyságok’ egyetlen egy életben maradt Leányok Kis Rhédei Méltóságos Gróf RHEDEI CLAUDIA Kis asszony a’ Szent Lélek’ Kitöltésének öröm Innepén, a’ Keresztyén Vallásban bé-iktattatott, és elsőben élt volna Úri Szent Vacsorával, — az örvendező Méltóságos Úri Szülék, — ’s egy háládatos Közönség előtt tartott HEREPEI KÁROLY, Kolo’svári Ev. Ref. Pap — az Erdő-Szent Györgyi Ref. templomba az 1826-ik eszt. Pünkösd első napján. KOLOS-VÁRONN Nyomtattatott a’ Ref. Koll. betűivel. 1826."
A Claudia nevet erősítik a korabeli, még életében (1835-ben) megjelent sajtócikkek, amelyek Claudia névvel hivatkoznak rá.
A Claudia nevet erősíti a Rhédey-kastély kertjében felállított szobor felirata, melynek oszlopára annak ellenére a Claudia nevet vésték, hogy a pár méterre található templomban elhelyezett emléktáblán a Claudina név szerepel.
A Claudia nevet erősíti az is, hogy az OSzK képarchívuma Rhédey Claudia (1812–1841) címke alatt tárolja a róla őrzött három képet, annak ellenére, hogy a képek címe (vélhetően az eredeti cím alapján) a Klaudia (K-val) nevet tartalmazza.
Nevének Claudine alakja kizárólag idegen nyelvű említésekben (vagy azokra utalásokban) szerepel, például a gothai almanachban, vagy a síremléke fölötti emléktábla angol nyelvű részén.
A Claudina név a Claudine francia név magyar megfelelője. Az arcanum adatbázisban található korabeli újságok és közlönyök találatai alapján a 19. században Claudina és Klaudina alakban egyaránt divatos. 1905-ben az akkor még walesi hercegnő, későbbi királyné által adományozott emléktáblán, amely az erdőszentgyörgyi templom falán található, a név az angol feliratban Claudine, a magyar szövegben Claudina alakban szerepel.
A Klaudia név a Claudia magyarosított alakja, és más, C-vel kezdődő idegen nyelvből átvett névhez hasonlóan (például Caroline−Carolina−Karolina, Clementine−Clementina−Klementina) fokozatosan kiszorította az idegenes Claudia alakot. A Rhédey Klaudia név (K-val) 1891-ben tűnik fel először a magyar sajtóban, amikor Albert Viktor walesi herceg és Teck Mária Viktória hercegnő eljegyzése kapcsán írnak a hercegnő őseiről. 1893-ban ugyancsak a Vasárnapi Ujság több cikkében is részletesen ismerteti a Rhédey család életét, minden előfordulás során Klaudia alakban írva a nevet. A Nyelvtudományi Intézet által kiadott Magyar utónévkönyv 2017-ben már csak a Klaudia alakot ismeri el Magyarországon anyakönyvezhetőnek.